# Ladislav Krejčí (futbolista nacido en 1999)
Ladislav Krejčí (Rosice, República Checa, 20 de abril de 1999) es un futbolista checo que juega de defensa en el Girona F. C. de la Primera División de España.

## Trayectoria

### Zbrojovka Brno
Natural de Rosice, en el distrito de Brno-Country de la República Checa, Ladislav Krejčí se formó en el FC Zbrojovka Brno. En este club debutó como profesional el 2 de octubre de 2016 contra el Sparta de Praga. Fue titular en el partido, que acabó en empate (3-3). Tras dos temporadas en primera división, el club descendió a la segunda división checa. Ese año le permitió a Krejčí consolidarse en el equipo.

### Athletic Club Sparta Praga
El 6 de junio de 2019 se anunció su traspaso al Sparta de Praga, con el que firmó un contrato de cinco años. Jugó su primer partido con su nuevo club el 20 de julio de 2019, contra el FK Jablonec. Ese día fue titular y su equipo ganó por dos goles a cero. También  se estrenó en la Europa League con el Sparta, y disputó su primer encuentro en esta competición el 8 de agosto de 2019, en una eliminatoria contra el Trabzonspor (2-2).
El 14 de junio de 2024 el Girona F. C. hizo oficial su fichaje para las siguientes cinco temporadas.

## Selección nacional
Fue convocado por primera vez para la selección nacional en marzo de 2022 por Jaroslav Šilhavý.
En el partido de clasificación para la Eurocopa de 2024 del 24 de marzo de 2023, marcó su primer gol con la selección contra la Polonia, considerado el más rápido de la historia de la selección nacional de fútbol de la República Checa.

### Participaciones en Eurocopas
| Copa          | Sede     | Resultado    | Partidos | Goles |
| ------------- | -------- | ------------ | -------- | ----- |
| Eurocopa 2024 | Alemania | Primera fase | 3        | 0     |

## Estadísticas

### Clubes
Actualizado al último partido disputado el 25 de mayo de 2025.
| Club                                   | Div.          | Temporada     | Liga  | Liga  | Copas nacionales | Copas nacionales | Copas internacionales | Copas internacionales | Total | Total |
| Club                                   | Div.          | Temporada     | Part. | Goles | Part.            | Goles            | Part.                 | Goles                 | Part. | Goles |
| -------------------------------------- | ------------- | ------------- | ----- | ----- | ---------------- | ---------------- | --------------------- | --------------------- | ----- | ----- |
| F. C. Zbrojovka Brno · República Checa | 1.ª           | 2016-17       | 13    | 0     | 1                | 0                | —                     | —                     | 14    | 0     |
| F. C. Zbrojovka Brno · República Checa | 1.ª           | 2017-18       | 11    | 1     | 0                | 0                | —                     | —                     | 11    | 1     |
| F. C. Zbrojovka Brno · República Checa | 2.ª           | 2018-19       | 23    | 3     | 2                | 0                | —                     | —                     | 25    | 3     |
| F. C. Zbrojovka Brno · República Checa | Total club    | Total club    | 47    | 4     | 2                | 0                | 0                     | 0                     | 49    | 4     |
| A. C. Sparta Praga · República Checa   | 1.ª           | 2019-20       | 23    | 1     | 4                | 0                | 2                     | 0                     | 29    | 1     |
| A. C. Sparta Praga · República Checa   | 1.ª           | 2020-21       | 19    | 8     | 3                | 2                | 5                     | 1                     | 27    | 11    |
| A. C. Sparta Praga · República Checa   | 1.ª           | 2021-22       | 22    | 5     | 2                | 2                | 7                     | 2                     | 31    | 9     |
| A. C. Sparta Praga · República Checa   | 1.ª           | 2022-23       | 19    | 13    | 2                | 0                | 0                     | 0                     | 21    | 13    |
| A. C. Sparta Praga · República Checa   | 1.ª           | 2023-24       | 26    | 8     | 2                | 0                | 11                    | 3                     | 39    | 11    |
| A. C. Sparta Praga · República Checa   | Total club    | Total club    | 109   | 35    | 13               | 4                | 25                    | 6                     | 147   | 45    |
| Girona F. C. · España                  | 1.ª           | 2024-25       | 28    | 2     | 1                | 0                | 7                     | 0                     | 36    | 2     |
| Girona F. C. · España                  | Total club    | Total club    | 28    | 2     | 1                | 0                | 7                     | 0                     | 36    | 2     |
| Total carrera                          | Total carrera | Total carrera | 184   | 41    | 16               | 4                | 32                    | 6                     | 232   | 51    |

## Palmarés

### Títulos nacionales
| Título                               | Club               | País            | Año  |
| ------------------------------------ | ------------------ | --------------- | ---- |
| Copa de la República Checa           | A. C. Sparta Praga | República Checa | 2020 |
| Liga de Fútbol de la República Checa | A. C. Sparta Praga | República Checa | 2023 |
| Liga de Fútbol de la República Checa | A. C. Sparta Praga | República Checa | 2024 |
| Copa de la República Checa           | A. C. Sparta Praga | República Checa | 2024 |